# Crassula alcicornis
Crassula alcicornis (Schönland, 1917) è una pianta succulenta rara appartenente alla famiglia delle Crassulaceae, endemica delle province del Capo, in Sudafrica.
L'epiteto specifico "alcicornis" deriva dal latino alces, con riferimento al grande cervide, e cornu, ossia corna, ed è dovuto alla peculiare forma delle foglie di questa pianta.

## Distribuzione
Delle pianta si è avuta una sola segnalazione nel secolo scorso, da parte di Louisa Bolus nel 1915, la quale raccolse i campioni che ne avrebbero portano all'identificazione in una nuova specie. Dopo quell'unica scoperta non ve ne furono altre tanto che la specie verrà considerata estinta finché nel 2000 Matthew R. Opel e Philip George Desmet, seguendo l'intinerario della Bolus, scopriranno l'unica popolazione attualmente nota di C. alcicornis.
Quest'unica popolazione si trova in un burrone ripido e ombreggiato nel fynbos tra le montagne del fiume Olifants, nella Provincia del Capo Occidentale.

## Descrizione
È una pianta perenne del fynbos che ha come caratteristica peculiare le foglie, sessili e succulente, dalla forma palmata e lobata che hanno dato il nome alle pianta stessa, e di un colore verde brillante. I lobi principali lunghi 20-40 millimetri si suddividono in appendici successive, con degli apici smussati e glabri che si assottigliano verso le estremità.
Le notevoli infiorescenze a tirso si sviluppano da dei fusti alti 60-120 millimetri, generalmente non ramificata, a cui sono uniti i fiori attraverso dei peduncoli lunghi 30–60 mm. I fiori hanno un calice a lobi triangolari-lanceolati lunghi 1-1,5 mm con le estremità arrotondate, glabre e di colore verdi; la corolla è invece di forma tubolare, il che la differenza dalle altre piante del genere Crassula. Questa è formata da 5 petali di colore bianco, sfumati di rosa, lunghi 2,5-3,5 mm con le estremità smussate e leggermente ricurve. In natura fiorisce in genere tra maggio e giugno.

## Galleria d'immagini

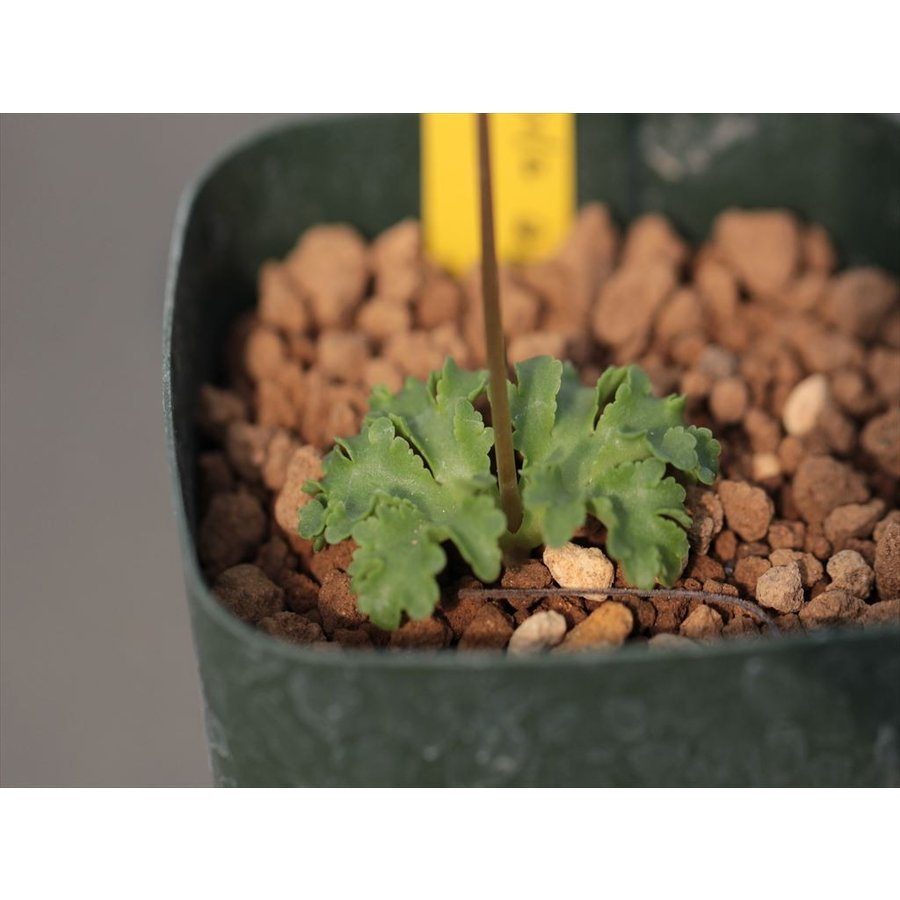
Foglie di C. alcicornis.
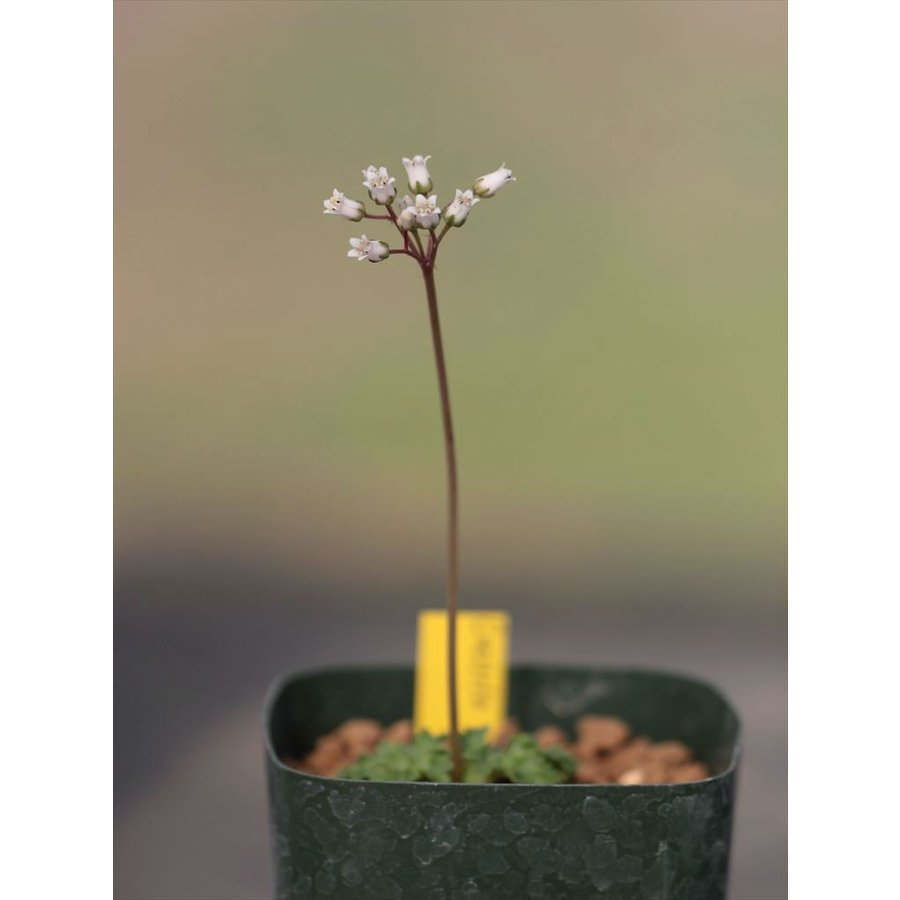
Infiorescenza di C. alcicornis.
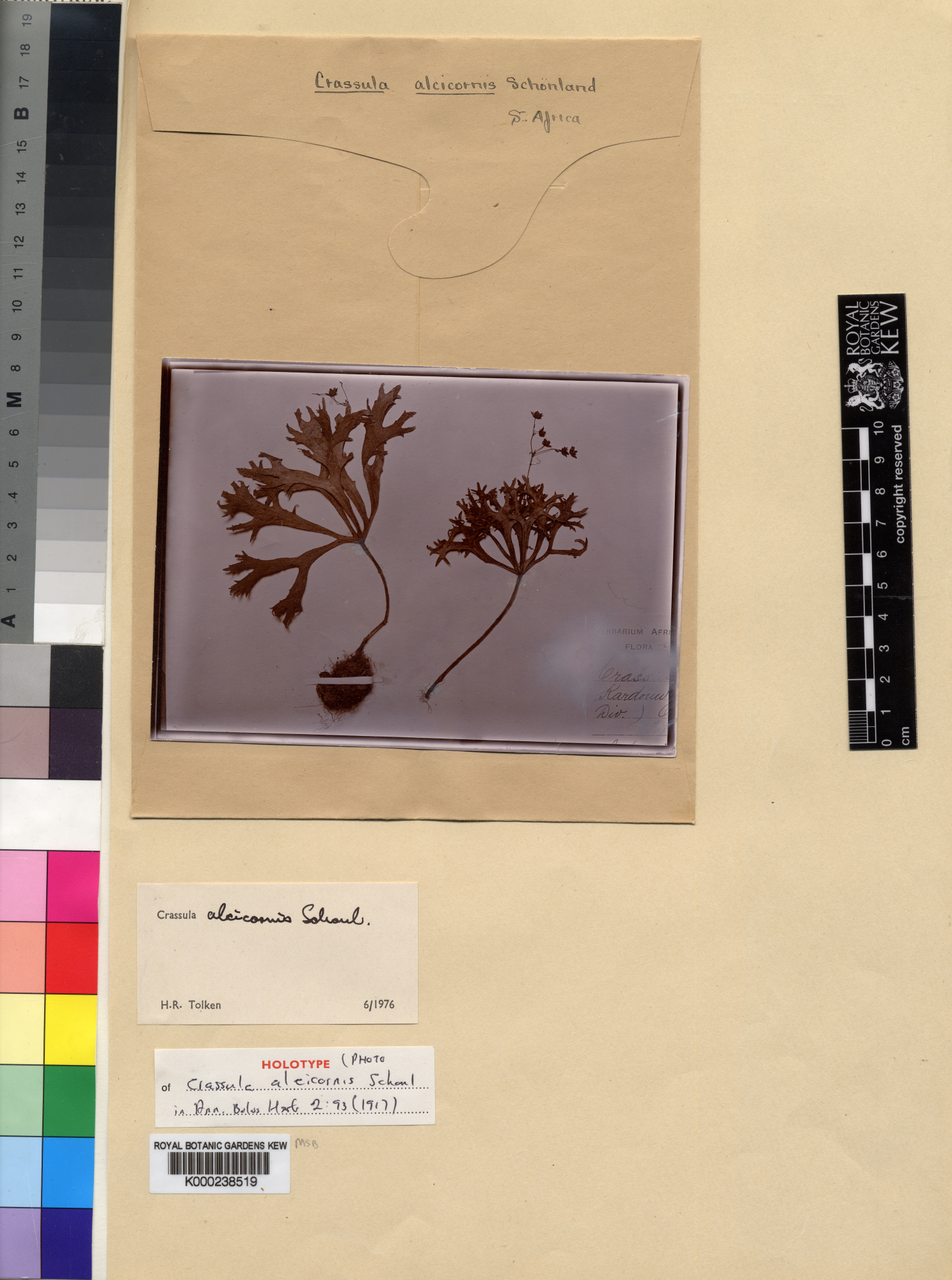
Campioni di C. alcicornis di proprietà dei Kew Gardens.